# Прохазка, Петр
Петр Проха́зка (чеш. Petr Procházka; 26 марта 1964, Градец-Кралове) — чешский гребец-каноист, выступал за сборные Чехословакии и Чехии в конце 1980-х — середине 2000-х годов. Дважды чемпион мира, четырёхкратный чемпион Европы, участник двух летних Олимпийских игр, победитель многих регат республиканского и международного значения.

## Биография
Петр Прохазка родился 26 марта 1964 года в городе Градец-Кралове. Активно заниматься греблей начал в раннем детстве, на юниорском уровне впервые заявил о себе уже в 1982 году, одержав победу на юниорском чемпионате мира в Белграде.
Первого серьёзного успеха на взрослом международном уровне добился в 1987 году, когда попал в основной состав чехословацкой национальной сборной и побывал на чемпионате мира в немецком Дуйсбурге, откуда привёз награды серебряного и бронзового достоинства, выигранные на дистанции 500 метров среди одиночных и парных каноэ соответственно. Благодаря череде удачных выступлений удостоился права защищать честь страны на летних Олимпийских играх 1988 года в Сеуле — в одиночках на пятистах метрах показал в финале восьмой результат, тогда как в двойках в паре с Аланом Логниским финишировал в решающем заезде девятым.
После распада Чехословакии Прохазка начал выступать за гребную сборную Чехии. Так, в 1993 году на чемпионате мира в Копенгагене он выиграл бронзовую медаль в четвёрках на пятистах метрах. Год спустя на мировом первенстве в Мехико стал бронзовым призёром в четвёрках на двухстах метрах. Ещё через год на аналогичных соревнованиях в Дуйсбурге получил в той же дисциплине серебро. В 1997 году добыл бронзовые медали на чемпионате Европы в болгарском Пловдиве и на чемпионате мира в канадском Дартмуте — обе в программе четырёхместных каноэ на дистанции 200 метров. В следеющем сезоне на мировом первенстве в венгерском Сегеде в той же дисциплине обогнал всех соперников и завоевал тем самым золотую медаль.
В 1999 году Прохазка стал чемпионом Европы, выиграв европейское первенство в Загребе, а также добавил в послужной список серебряную медаль с чемпионата мира в Милане. Будучи одним из лидеров чешской национальной сборной, благополучно прошёл квалификацию на Олимпийские игры 2000 года в Сиднее — стартовал здесь вместе с напарником Яном Бржечкой в двойках на дистанциях 500 и 1000 метров, однако в обоих случаях сумел дойти только до стадии полуфиналов.
Несмотря на солидный возраст, после сиднейской Олимпиады Петр Прохазка остался в основном составе гребной команды Чехии и продолжил принимать участие в крупнейших международных регатах. В 2001 году он в третий раз стал чемпионом Европы, а в 2002-м удостоился серебряной награды на чемпионате мира в испанской Севилье — по-прежнему был успешен в четырёхместных каноэ на двухстах метрах. В 2005 году на европейском первенстве в польской Познани в четвёртый раз добился звания чемпиона Европы, тогда как на мировом первенстве в хорватском Загребе получил серебро. Последний раз добился значимого успеха в 2006 году на чемпионате мира в Сегеде, когда уже в возрасте сорока двух лет одержал победу в четвёрках на двухстах метрах, став таким образом двукратным чемпионом мира. Вскоре по окончании этих соревнований принял решение завершить карьеру профессионального спортсмена, уступив место в сборной молодым чешским гребцам.
Впоследствии выступал в гребле на лодках класса «дракон», в том числе представлял в этой дисциплине Чехию на международных регатах.